# Ткачик шафрановий

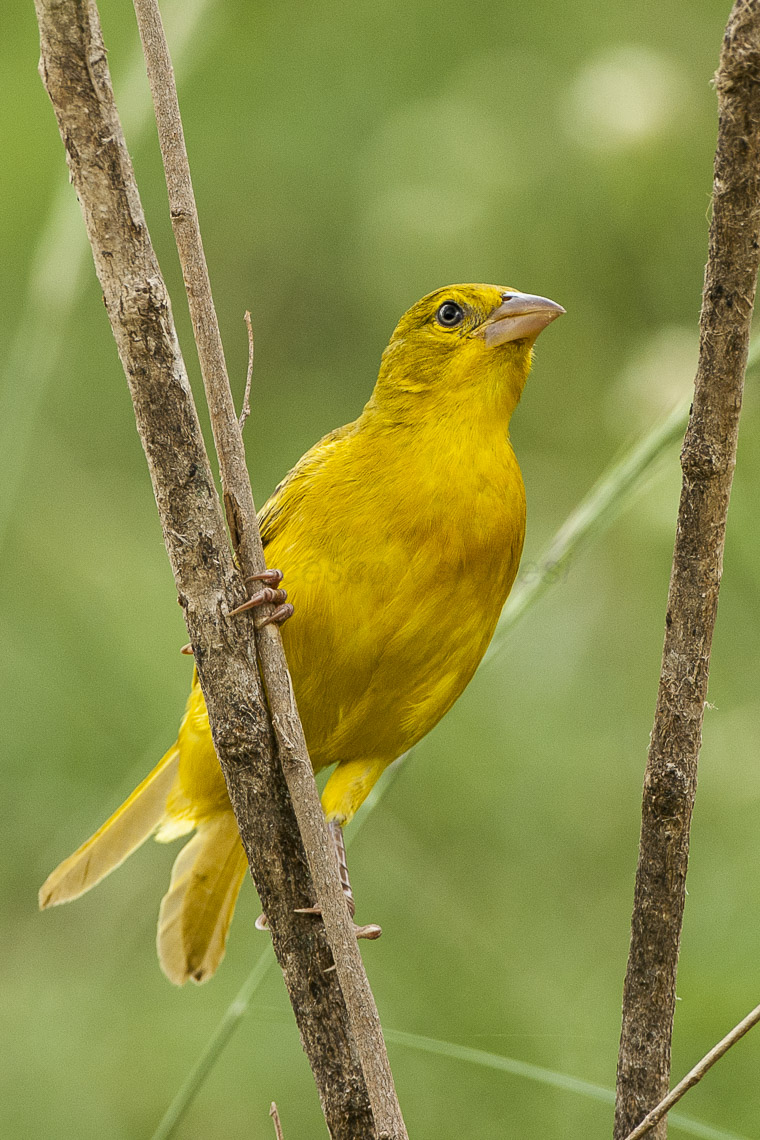
Шафрановий ткачик

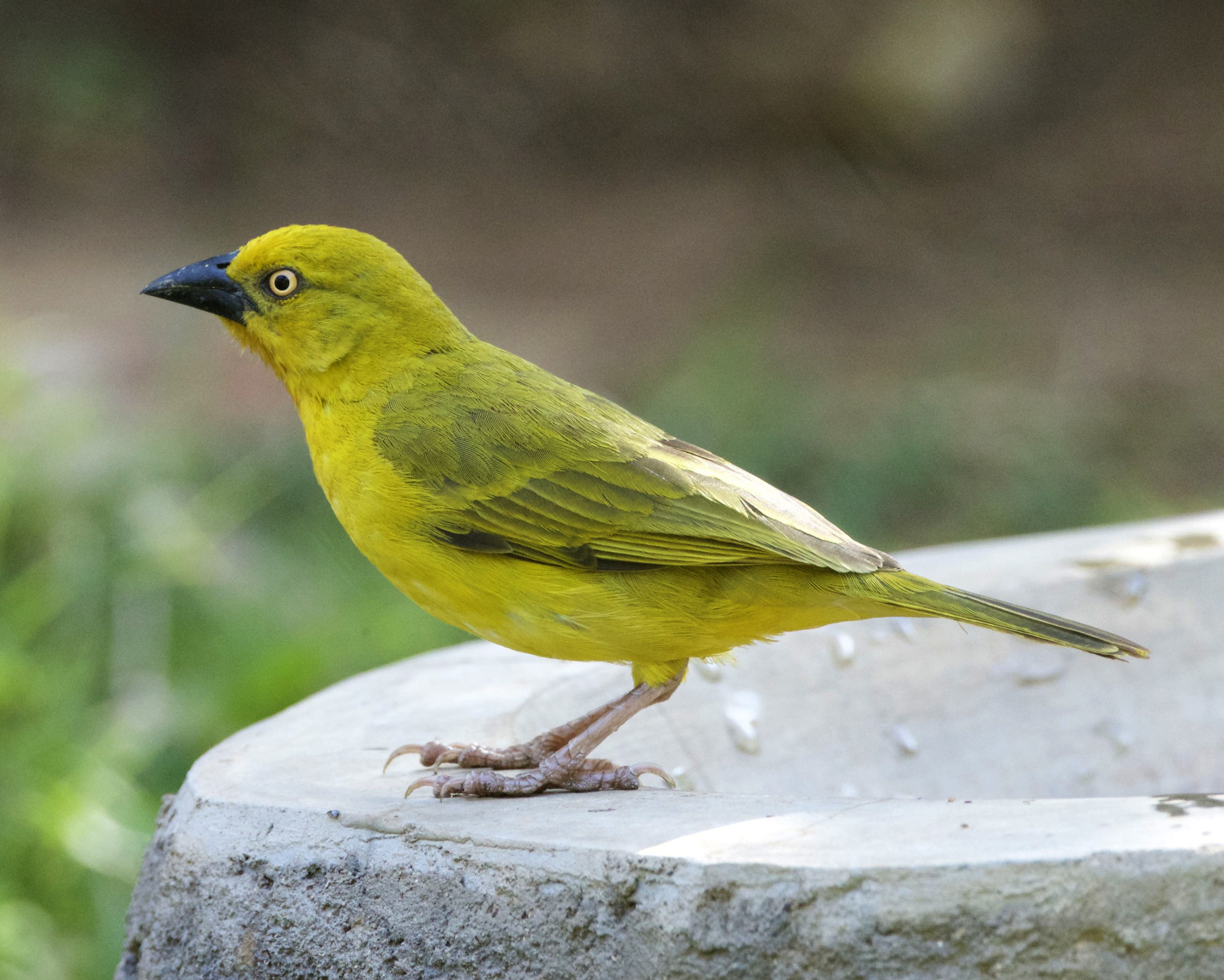
Шафрановий ткачик

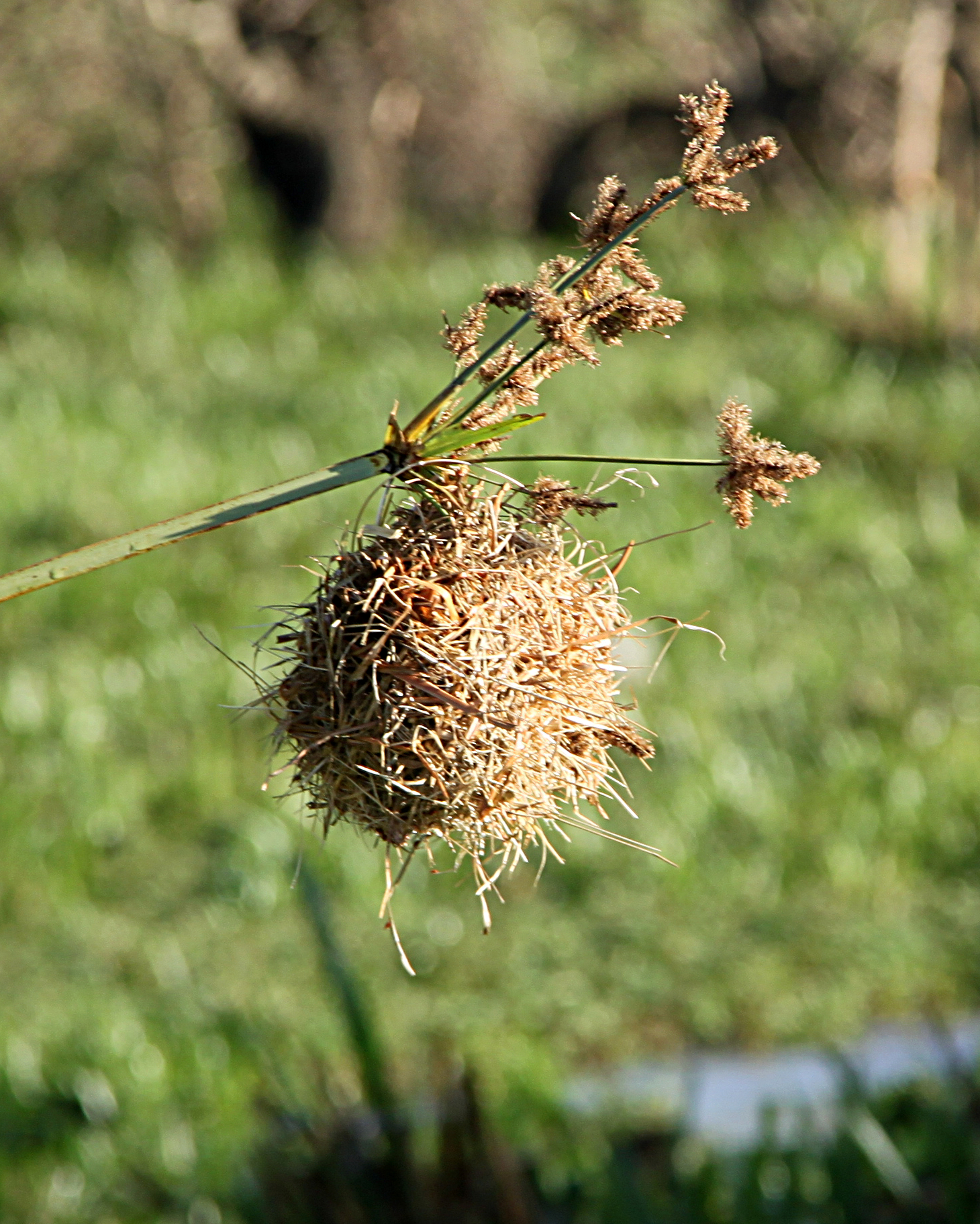
Гніздо шафранового ткачика

Тка́чик шафрановий (Ploceus xanthops) — вид горобцеподібних птахів ткачикових (Ploceidae). Мешкає в Африці на південь від Сахари.

## Опис
Довжина птаха становить 17-18 см, самці важать 40-50 г, самиці 35-40 г. Самці під час сезону розмноження мають переважно жовте забарвлення, горло оранжеве, спина і покривні пера крил у них мають зеленуватий відтінок, хвіст золотисто-жовтий, махові пера мають жовті края. Дзьоб міцний, чорний, очі жовтуваті. У молодих птахів верхня частина тіла зеленувата, легко поцяткована жовтими смужками.

## Поширення і екологія
Шафранові ткачики мешкають в Габоні, Республіці Конго, Демократичній Республіці Конго, Уганді, Руанді, Бурунді, Кенії, Танзанії, Анголі, Замбії, Малаві, Зімбабве, Мозамбіку, Ботсвані, Намібії, Південно-Африканській Республіці і Есватіні. Вони живуть в сухих і вологих рівнинних тропічних лісах та чагарникових заростях, в саванах, на луках, в заростях на берегах річок і озер. Живляться комахами, плодами, насінням і нектаром. Шафранові ткачики є меоногамними, гніздяться парами або невеликими колоніями. Самці будують кілька гнізд, в кладці від 1 до 3 блакитнуватих, білуватих або рожевуватих яєць.